# Clastoptera argentina
Clastoptera argentina är en insektsart som beskrevs av Victor Lallemand 1940. Clastoptera argentina ingår i släktet Clastoptera och familjen Clastopteridae. Inga underarter finns listade i Catalogue of Life.